# Districte de Plzeň-sever
El districte de Pilsen-nord (en txec Okres Plzeň-sever) és un districte de la regió de Plzeň, a la República Txeca. La capital és Pilsen.

## Llista de municipis
Bdeněves -
Bezvěrov -
Bílov -
Blatnice -
Blažim -
Bohy -
Brodeslavy -
Bučí -
Čeminy -
Černíkovice -
Čerňovice -
Česká Bříza -
Chotíkov -
Chříč -
Dobříč -
Dolany -
Dolní Bělá -
Dolní Hradiště -
Dražeň -
Druztová -
Heřmanova Huť -
Hlince -
Hněvnice -
Holovousy -
Horní Bělá -
Horní Bříza -
Hromnice -
Hvozd -
Jarov -
Kaceřov -
Kaznějov -
Kbelany -
Kočín -
Kopidlo -
Koryta -
Kozojedy -
Kozolupy -
Kožlany -
Kralovice -
Krašovice -
Krsy -
Křelovice -
Kunějovice -
Ledce -
Líně -
Líšťany -
Líté -
Lochousice -
Loza -
Manětín -
Město Touškov -
Mladotice -
Mrtník -
Myslinka -
Nadryby -
Nečtiny -
Nekmíř -
Nevřeň -
Nýřany -
Obora -
Ostrov u Bezdružic -
Pastuchovice -
Pernarec -
Pláně -
Plasy -
Plešnice -
Pňovany -
Potvorov -
Přehýšov -
Příšov -
Rochlov -
Rybnice -
Sedlec -
Slatina -
Studená -
Štichovice -
Tatiná -
Tis u Blatna -
Tlučná -
Trnová -
Třemošná -
Úherce -
Újezd nade Mží -
Úlice -
Úněšov -
Úterý -
Vejprnice -
Velečín -
Vochov -
Všehrdy -
Všeruby -
Výrov -
Vysoká Libyně -
Zahrádka -
Zbůch -
Zruč-Senec -
Žihle -
Žilov